# Station Laives-Leifers
Station Laives-Leifers is een spoorwegstation aan de Brennerspoorlijn in de gemeente Laives (Italië-Zuid-Tirol).
De stationsnaam wordt volgens de regels van Trenitalia in het Italiaans aangegeven, gevolgd door het Duits als lokale taal.

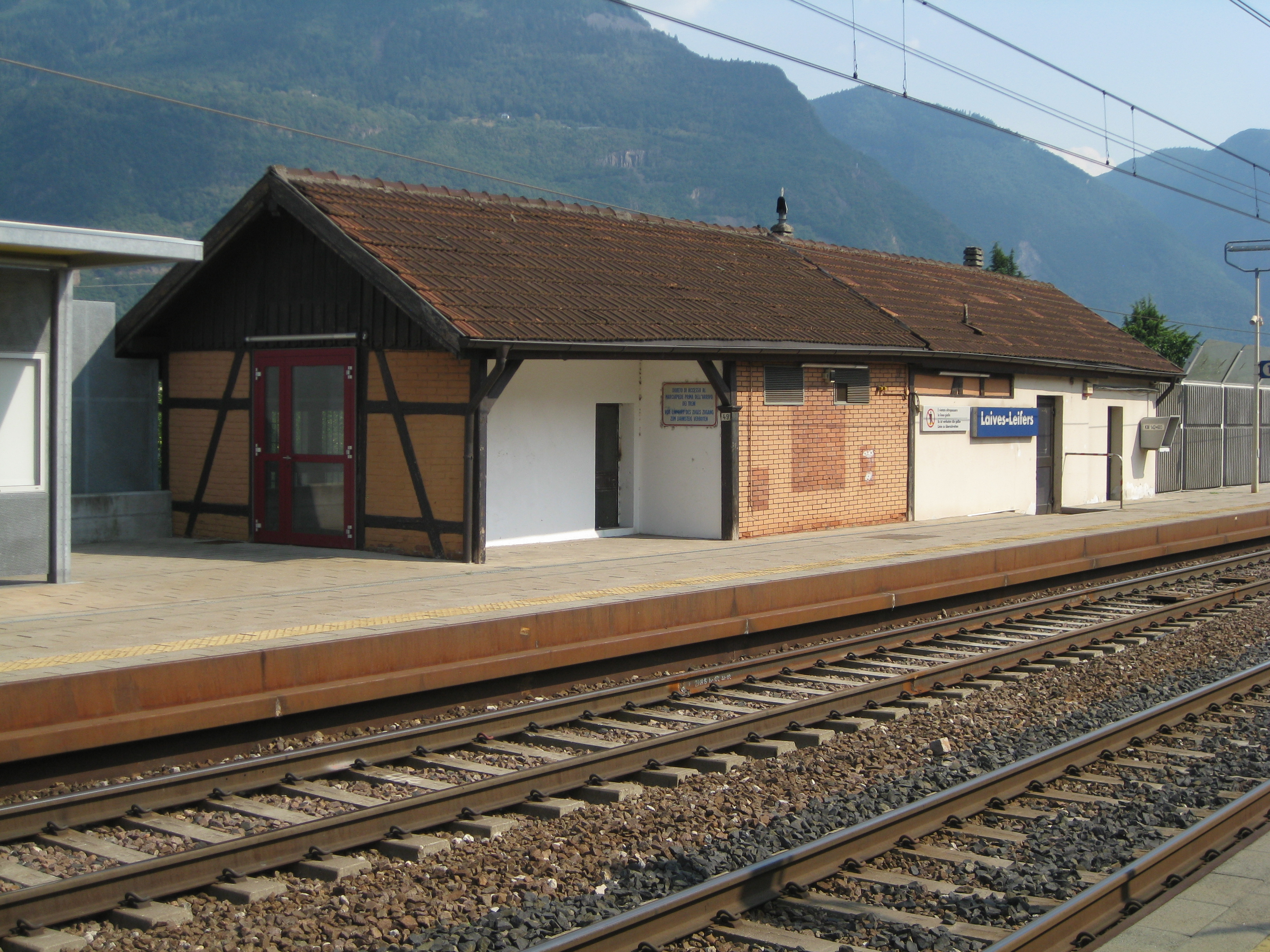
Het oude station

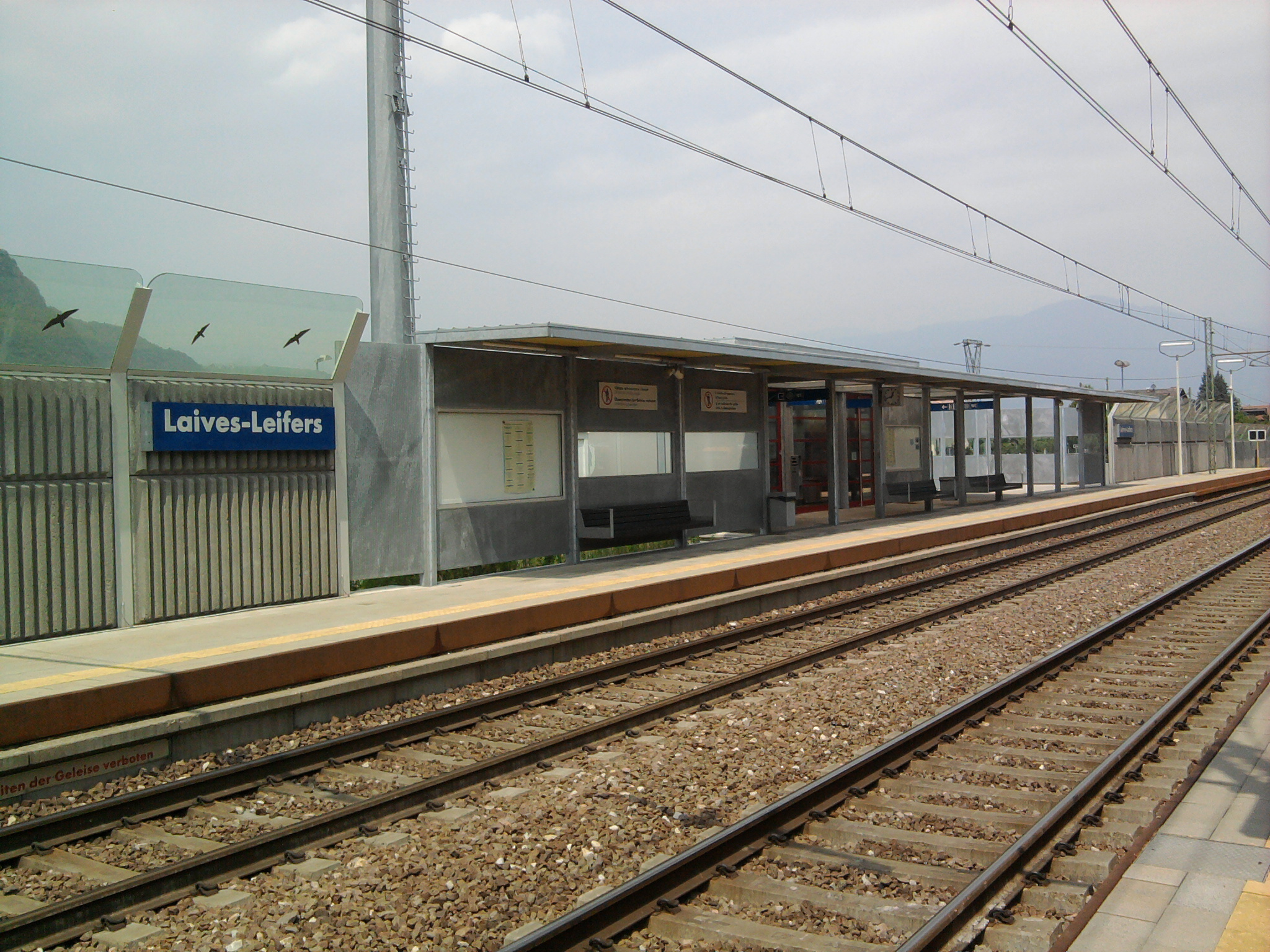